# Завоевание (фильм, 1983)
«Завоевание» — кинофильм в жанре фэнтези.

## Сюжет
Злая волшебница Окрон, которая может управлять восходом солнца, установила в своей стране жестокую тиранию. Чтобы освободить страну от зла, в неё отправляется молодой воин Илиас, вооружённый волшебными световыми стрелами. Однако Окрон предвидит появление воина, который намерен убить её световой стрелой. Пока Илиас пытается найти волшебницу, она строит многочисленные козни, пытаясь его уничтожить.

## В ролях
- Хорхе Риверо
- Андреа Оккипинти
- Конрадо Сан Мартин
- Виолета Села
- Хосе Грас

## Съёмочная группа
- Режиссёр: Лучо Фульчи
- Продюсер: Джованни Ди Клементе
- Сценарист: Джино Капоне, Хосе Антонио Де Ла Лома, Джованни Ди Клементе
- Композитор: Клаудио Симонетти
- Оператор: Алехандро Ульоа